# Luka Jović
Luka Jović (no alfabeto cirílico sérvio Лука Јовић; Loznica, 23 de dezembro de 1997), é um futebolista sérvio da Bósnia e Herzegovina que atua como centroavante. Atualmente joga no AEK Atenas.

## Carreira
Foi convocado para defender a Seleção Sérvia de Futebol na Copa do Mundo FIFA de 2018.

## Títulos

#### Estrela Vermelha
- Campeonato Sérvio: 2013–14

#### Benfica
- Campeonato Português: 2015–16, 2016–17

#### Eintracht Frankfurt
- Copa da Alemanha: 2017–18

#### Real Madrid
- Supercopa da Espanha: 2019–20
- Campeonato Espanhol: 2019–20, 2021–22
- Liga dos Campeões da UEFA: 2021–22

#### Milan
- Supercopa da Itália: 2024

### Prêmios individuais
- Equipe do Ano da Liga Europa da UEFA: 2018–19